# 德事商務中心
德事商務中心（英文：The Executive Centre，TEC），是一家共用工作空間及虛擬辦公室供應商。

## 歷史
1994年，由現任行政總裁Paul Salnikow成立，主要為專業人士及跨國公司提供辦公場所。2014年，獲CVC資本合夥公司（CVC Capital Partners）及滙睿資本投資，業務規模擴張七倍。2018年，獲APEA亞太傑出企業獎。2021年，入圍金融時報＂FT排行榜：2021年亚太地区高增长企业500强＂；同年，被私人股權投資公司科爾伯格-克拉維斯-羅伯茨（KKR）及TIGA Investments收購，其總部位於香港，業務集中於亞太及中東地區，在全球擁有150個辦公地點

## 入駐城市
- 北京
- 上海
- 成都
- 杭州
- 孟買
- 東京
- 杜拜
- 新加波
- 胡志明市
- 台北